# 村川翔一
村川 翔一（むらかわ しょういち、1995年7月18日 - ）は、日本の俳優。宮崎県出身。かつてA.L.C.Atlantisに所属していた。

## 出演

### テレビドラマ
- 劇場霊からの招待状（2015年10月16日 - 12月4日、TBS）
- HiGH&LOW〜THE STORY OF S.W.O.R.D.〜 season2 第5話（2016年5月22日、日本テレビ）
- 妖怪! 百鬼夜高等学校（2018年10月18日 - 12月28日、BS日テレ） - 一反木綿 役

### 映画
- HiGH&LOW THE MOVIE（2016年7月16日公開）

### 舞台
- あんさんぶるスターズ! シリーズ
  - あんさんぶるスターズ!オン・ステージ〜Take your marks!〜（2017年1月5日 - 15日、AiiA 2.5 Theater Tokyo / 1月25日 - 29日、梅田芸術劇場 シアター・ドラマシティ） - 高峯翠 役
  - あんさんぶるスターズ!オン・ステージ〜To the shining future〜（2018年1月19日 - 21日、梅田芸術劇場 シアター・ドラマシティ / 1月25日 - 2月5日、シアター1010）
  - あんステフェスティバル（2018年9月22日 - 24日、横浜文化体育館 / 9月26日 - 27日、神戸ワールド記念ホール） - 高峯翠 役[1]
- 浮世企画「メッキの星」（2017年4月13日 - 18日、SPACE 雑遊） 鈴木直也 役
- TRIBEプロデュース3rd「good and evil」（2017年6月14日 - 18日、六行会ホール）主演 - 誉 役
- SOLID STARプロデュースvol.10「仁義ある宴会」（2017年7月12日 - 17日、シアターサンモール） 鈴木晃一 役
- 「さよならヨールプッキ」（2017年9月6日 - 10日、シアターサンモール） トニ 役
- 「DISCUSSION」（2017年12月13日 - 17日、新宿スターフィールド）
- toshiLOG vol.1 朗読劇「さよならのかわりに」（2018年3月7日 - 11日、コルレリオ新宿シアター）
- 「大正浪漫探偵譚〜六つのマリア像〜」（2018年4月18日 - 22日、シアター1010）
- 縁ろず屋第4回公演「まねしつぐみ」（2018年5月9日 - 13日、新宿スターフィールド）Ｗ主演
- 「Battle Butler 再演」（2018年6月27日 - 7月1日、六行会ホール）
- 「To Row〜二匹の狼〜」（2018年11月21日 - 25日、コンカリーニョ札幌）
- 浮世企画 平成感謝祭公演「SHIPS」（2018年12月5日、APOCシアター） ゲスト出演
- toshiLOG vol.2 朗読劇「恋約」（2018年12月20日 - 24日、劇場MOMO）
- MonkeyWorks vol.1「キンギンヒシャカク！〜乙女の一手〜」（2019年2月14日 - 17日、草月ホール）Ｗ主演
- 劇団たいしゅう小説家 presents 昭和46 1971「殺してゴメンネ」（2018年3月13日 - 17日、萬劇場）主演
- アイエスフィールド　フォトシネマ朗読劇「命のバトン」(2019年8月9日　- 12日、労音大久保会館R'sアートコート)
- PURESMILE 「おおばかもの〜ふくらめ！私のイースト菌！〜」(2019年10月31日 - 11月4日、浅草花劇場)
- アイエスフィールド　「タクシードライバー」(2019年11月9日、中目黒キンケロ・シアター) ゲスト出演
- 演劇集団ラビット番長第4八回公演「成り果て」(2020年2月7日 - 9日、紀伊國屋ホール) トリプル主演
- Monkey Works「蒲田淳士の歪な就活」(2020年9月12日-22日、中野ザ・ポケット)
- アイエス・フィールド オンライン朗読劇「鼻に花びら、耳に雪」(2020年10月24日、30日)
- 「ALICE×STORY〜愛しの旦那様を探して〜」(2020年11月11日-15日、新宿シアターブラッツ)
- 「シーボルト父子伝」(2021年8月4日-9日、築地ブディストホール)
- 「遠い遠い国のどこかで」(2021年10月13日-17日、下北沢711 )
- 「ナビゲーション」(2022年1月13日-15日、サンモールスタジオ)
- 劇団PIS★TOL「ヨーイ、ドン」(2022年4月13日-17日、中野ザ・ポケット)

### 広告
- webCM コクヨ「in green」'21
- webCM OPPO 「OPPO Renoシリーズ」'21
- シオノギヘルスケア｢メジコン｣｢パイロン」'21
- ヤマトグループ「いつでも買える日常へ」'21
- Netflix 「退屈は犯罪です」'21
- webCM 荒野行動 '21
- webCM 聖闘士星矢ライジングコスモ '21
- webCM ウォーキング・デッド：サバイバー '21
- webCM ラピスクロニクル-英雄王冠- '21
- webCM Panasonic beauty「頭皮エステ」'21
- 戸田建設　新ユニフォームモデル '21
- マリーグラン赤坂(旧赤坂シュビア) ブライダルモデル '21
- webCM アリーナ・オブ・ヴァラー×coco都可 '22
- webプロモーション Uber Eats「深夜まで配達中」'22

### イベント
- KLEE FES主催「俳優×〇〇＝どうなりますかライブ!?」（2017年4月29日 - 30日、B-BOX）
- KLEE FES主催「俳優×〇〇＝どうなりますかライブ!?〜コントな夏・アクトな夏〜」（2017年8月19日 - 20日、B-BOX）
- EMICoCo act!「古本フィロソフィー」（2017年10月1日、参宮橋スタジオ 特設会場）
- 中島大地誕生日イベント「Bear's LIVE III」（2017年11月18日、ザ☆キッチン中野）
- 第７回花の◯年組95年組'20

### その他
- ショートムービー「古本フィロソフィー」（2017年5月26日 - 順次公開、Emicoco ACT!）主演
- MV イトヲカシ「半径10メーターの世界」(2017)
- DHCキレイを磨く！エクストリームBeauty（2017年11月28日、虎ノ門「DHCテレビ」）
- 恋シチュ『いつも傍にはマネージャー』全21話(2019年 - アニメビーンズ) 主演
- NHK Eテレ『趣味どきっ！』花と暮らす～季節の花を日常に シンプルに生ける～第一回「花一輪 美しさの法則」(2019年12月4日)
- gekichap 役者１００人展『役者１００人の秘密展』被写体(2019年12月24日　- 29日、渋谷ギャラリールデコ)
- ショートボイスドラマプロジェクト『To→You』(2021)
- MV mami「陽だまり」(2021)
- 松戸市「子育て施策」PR映像(2022)